# Bane (Batman)
Bane je fiktivna oseba, ki nastopa v stripih o Batmanu založnika DC Comics. Prvič se je pojavil v zgodbi Batman: Vengeance of Bane #1 (januarja 1993). Ustvarili so ga Chuck Dixon, Doug Moench in Graham Nolan. Bane je znan kot eden izmed Batmanovih najbolj fizično in intelektualno mogočnih nasprotnikov. Njegov najbolj znan podvig je zlom Batmanovega hrbta v zgodbi Knightfall.
V filmu The Dark Knight Rises Christopherja Nolana ga je upodobil Tom Hardy.

## Prva publikacija
Bane je bil ustvarjen kot osrednji zločinec v zgodbi Knightfall. Pvič pa se je pojavil v zgodbi Vengeance of Bane, v katero ga je vključil Chuck Dixon, upodobil pa ga je Graham Nolan. Del ustvarjalne ekipe je bil tudi Doug Moench, ni pa znano kdo je ustvaril kateri del Batmanovega nasprotnika.
Denny O'Neil, znan po knjižni adaptaciji Knightfall, je tudi pripomogel k ustvarjanju lika, saj je v nekaterih številkah Batmana ustvaril Baneov rojstni kraj in drogo znano kot Venom, od katere je Bane odvisen. O'Neil ja hkrati tudi predstavil Baneov odnos do droge, ki je tako zasvojitev kot šibkost, katero krivi za njegove prvotne poraze.

## Izvor in prva srečanja z Batmanom
Bane se je rodil na fiktivnem otoku Santa Prisca. Njegov oče, Edmund Dorrance, je bil revolucionar, ki je pobegnil oblastem, ki so zato odločile, da bo otrok odslužil njegovo kazen. Bane tako preživi  otroštvo in del odraslega življenja v nehumanem zaporniškem okolju zapora imenovanega Peña Dura (Trdi kamen). Kot nadarjenemu mladeniču mu ni težko razviti izrednih sposobnosti. Prebere toliko knjig, kolikor lahko dobi, za telo pa poskrbi v zaporniški telovadnici. Kljub vsemu tudi dobi mnoge učitelje, od brezbrižnih zapornikov do starega jezuitskega duhovnika, ki mu je nudil klasično izobrazbo.
Bane se kmalu povzpne na sam vrh hierarhije med zaporniki Peña Dura. To opazijo zaporniške oblasti opazile ter ga prisilijo, da postane poskusni zajček za novo drogo, imenovano Venom, ki je pobila dosedanje izbrance. Droga ga skoraj ubije, a kmalu so vidne izboljšave v fizični moči. Bane uporablja drogo kot stimulant, da lahko premaga svoje sovražnike, a jo mora jemati vsakih 12 ur, da ne podleže smrtno nevarnim stranskim učinkom.
Kmalu po prvotnih poskusih Bane pobegne iz zapora ter se napoti v Gotham City, kjer želi uničiti Batmana, o katerem je slišal mnogo zgodb, ko je bil zapornik. Batmanu zlomi hrbet, ter s tem prisili njegov alter ego, Brucea Waynea, da dodeli vlogo Temnega viteza nadomestniku Jeanu Valleyu, ki Banea na koncu zgodbe Knightfall tudi premaga.
Bane se po Knightfallu odvadi odvisnosti od Venoma in se kmalu ponovno spopade s pravim Batmanom ter ga tudi tokrat premaga.

## V drugih medijih

### Filmi in risanke
Bane se je prvič pojavil v animirani obliki v nagrajeni risani seriji Batman: The Animated Series, v kateri so njegovi motivi za uničenje Batmana nekoliko drugačni kot v izvirnih zgodbah. Deluje namreč kot najeti plačanec, ki ga najame mafijski šef Rupert Thorne. V epizodi naslovljeni Bane lahko vidimo mnogo referenc na strip Knightfall. V risani seriji mu glas posoja igralec Henry Silva, ki ga upodablja z močnim španskim naglasom.
Nekoliko drugačna različica Banea se pojavi v risani seriji The Batman, kjer ga prav tako najamejo mafijski šefi. Glas mu posodijo trije igralci v naslednjem vrstnem redu: Joaquim de Almeida, Ron Perlman ter nato Clancy Brown.
Pojavi se tudi nekajkrat v celovečernih animiranih filmih in drugih risanih serijah.
Bolj odmevna je nedvomno upodobitev v filmu Batman and Robin, kjer ima celo ime Antonio Diego, upodobil pa ga je Michael Reid MacKay. Ta različica je najbolj nepriljubljena in najbolj nezvesta izvirniku, saj gre za brezglavega neinteligentnega silaka. V filmu The Dark Knight Rises ga je zaigral Tom Hardy. Upodobljen je kot krut in neusmiljen terorist, ki mu maska služi za dovod posebnega anestetika, ki ga ohranja pri življenju s tem, da mu lajša bolečine, ki jih trpi zaradi močnih poškodb.

### Videoigre
Bane se pojavi v mnogih videoigrah, ki temeljijo na zgodbi o Batmanu. Prvič se je pojavil v videoigri Batman & Robin(leta 1998), narejeni po istoimenskem filmu.
Pojavi se tudi kot igralen lik v igri Lego Batman. Ima manjšo vlogo v igri Batman: Arkham Asylum ter v njenem nadaljevanju Batman: Arkham City, kjer pa je začasen Batmanov pajdaš.
Pojavil se je še v igrah Batman: Chaos in Gotham ter Batman: Rise of Sin Tzu.